# Trixa empiformis
Trixa empiformis là một loài ruồi trong họ Tachinidae.